# Chróścice
Chróścice (niem. Chrosczütz, śl. Krościce) – wieś w Polsce położona w województwie opolskim, w powiecie opolskim, w gminie Dobrzeń Wielki.
Na osobną uwagę zasługuje Odra. Ze względu na to, że rzeka zmieniała swoje koryto również i osada zmieniała swoje miejsca. Dzisiejsze Chróścice już są z kolei na trzecim miejscu: pierwsze miejsce to osada hutnicza koło wiatraków w pobliżu części Chróścic zwanej Kopanie. Drugie osiedle to miejsce w okolicach Chróścickiego młyna - trzecie miejsce znajduje się najbliżej dzisiejszej lokalizacji, w pobliżu starego brzegu Odry wzdłuż aktualnej drogi.

## Nazwa
W księdze łacińskiej Liber fundationis episcopatus Vratislaviensis (pol. Księga uposażeń biskupstwa wrocławskiego) spisanej za czasów biskupa Henryka z Wierzbna w latach 1295–1305 miejscowość wymieniona jest w zlatynizownej formie Croscziczi. W okresie hitlerowskiego reżimu w latach 1935-1945 miejscowość nosiła nazwę Rutenau.
| SIMC    | Nazwa    | Rodzaj     |
| ------- | -------- | ---------- |
| 0493304 | Babi Las | przysiółek |
| 0493267 | Dąbrowa  | część wsi  |
| 0493273 | Gajówka  | część wsi  |
| 0493310 | Kąty     | przysiółek |
| 0493327 | Kwaśno   | przysiółek |
| 0493280 | Ług      | część wsi  |
| 0493333 | Młyn     | osada      |
| 0493340 | Ostrówek | przysiółek |
| 0493296 | Wiatraki | część wsi  |

W latach 1954–1972 wieś należała i była siedzibą władz gromady Chróścice.

## Historia
Pierwsze ślady osadnictwa pochodzą z okresu kilku tysięcy lat p.n.e. Świadczą o tym różne znaleziska.
Wykopaliska, jakie poczyniono w Chróścicach przed II wojną światową w 1931 jak również i po wojnie w latach 1953–1954 – mówią o tym samym; sięgają one do młodszej epoki kamiennej (4500–1700 rok przed naszą erą).
Pierwsze odkrycia z 1931 w okolicach Chróścic są bardzo interesujące: m.in. znaleziono w Babi Lesie monetę celtycką z okresu lateńskiego (ok. IV wiek p.n.e.) – określenie "kultura lateńska" jest stosowane w nauce na oznaczenie specyficznej kultury Celtów w ostatnich wiekach przed naszą erą. Na dwóch kolejnych stanowiskach odkryto ziemiankę i resztki sześciu dymarek do wytapiania metali oraz narzędzia codziennego użytku m.in. skorupy glinianych naczyń.
Kolejne odkrycia z sierpnia i września 1953 są o tyle ciekawsze, że robotnicy w czasie wydobywania kruszywa na polu rolnika Franciszka Kampy (niedaleko wiatraków) natrafili przypadkowo na groby całopalne. Podczas wykopalisk odkryto dziewięć grobów z czego jeden był względnie dobrze zachowany m.in. odnaleziono bogato zdobione popielnice, części spinek i sprzączek, elementy broni jak uchwyty do tarcz, groty oszczepów oraz resztki mieczy – także celowo zgięte lub złamane części uzbrojenia. Poza tym cmentarzysko było bogate w przedmioty z żelaza: noże, nożyczki, fibule, krzesiwa, imacze oraz łańcuchy. Najstarszy grób pochodził z II wieku n.e., a najmłodszy z połowy IV wieku n.e.
W 1954 dokonano w Chróścicach dalszych badań wykopaliskowych - odnaleziono resztki pieców hutniczych, ponadto dużą ilość żużla i polepy, które stanowiły elementy odpadkowe w procesie wytapiania żelaza – obfitość nisko fosforowej rudy darniowej w dorzeczu Odry uwarunkowała powstanie stanowisk hutniczych. Prowadzone na szeroką skalę badania archeologiczne potwierdzają istnienie wysoko zorganizowanych i uporządkowanych systemów produkcji tych stanowisk, ośrodki hutnicze korzystały ze specjalistów oraz z pracowników najemnych - obok pieców odnaleziono ułamki ręcznie lepionych i zdobionych naczyń, sprzączkę żelazną, brązową fibulę, dwa żelazne nożyki oraz szklany paciorek.
Niestety kolejnych wykopalisk archeologicznych w Chróścicach nie przeprowadzono.
Oficjalne wyniki Plebiscytu Górnośląskiego: "Gazeta Urzędowa Górnego Śląska" Nr. 21 - 7 V 1951, Opole – liczba głosujących w Chróścicach: 1999 – liczba głosów za Polską: 816 – liczba głosów za Niemcami: 1177 – liczba głosów unieważnionych: 6

## Zabytki

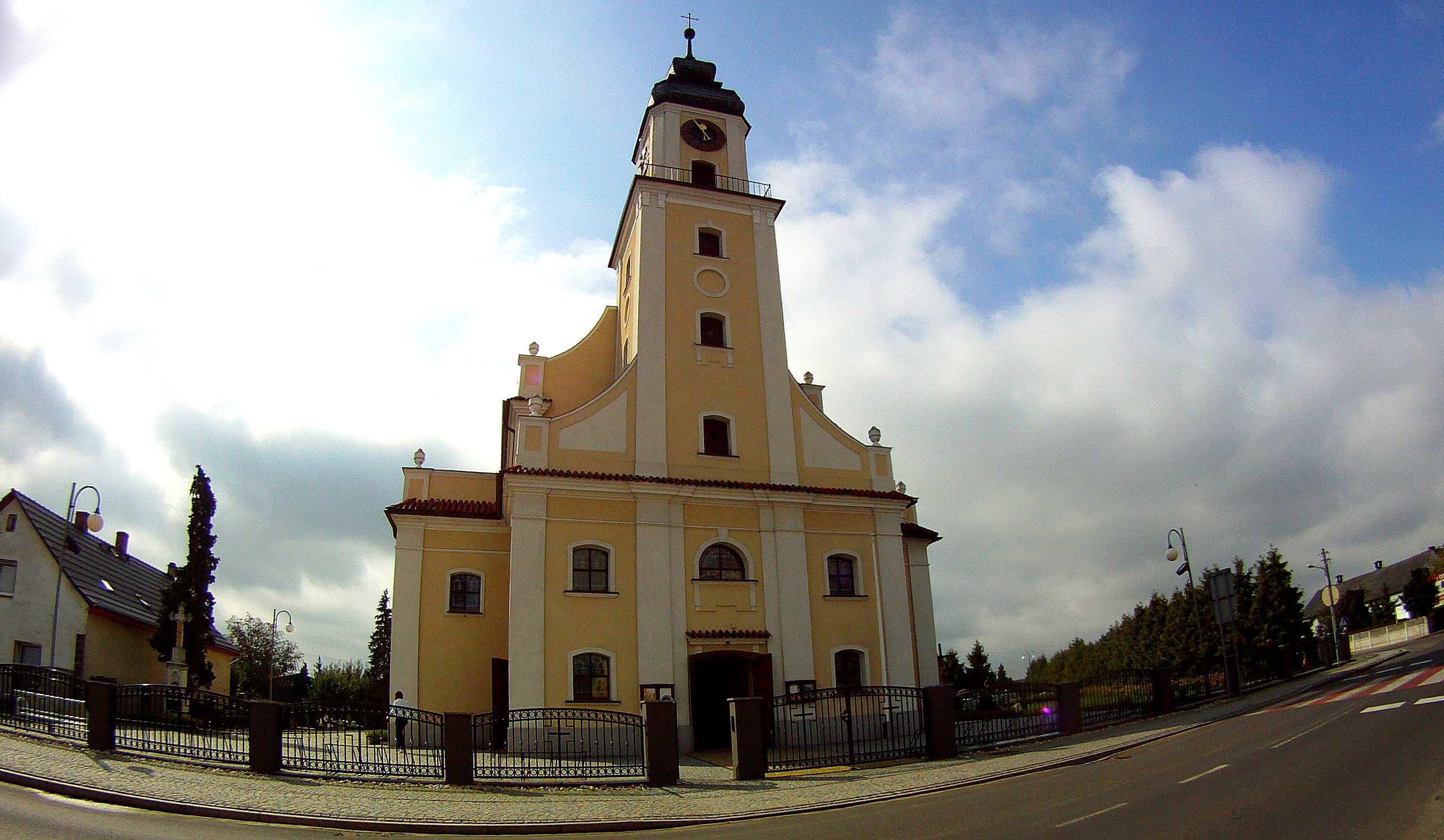
Kościół parafialny pw. św. Jadwigi w Chróścicach

Do wojewódzkiego rejestru zabytków wpisany jest:
- kościół parafialny pw. św. Jadwigi, z l. 1936-37, wieża z 1804 r., przy ulicy Powstańców śląskich. Odpust jest obchodzony 16 października. Drewniany kościołek pod wezwaniem św. Sebastiana i Floriana, o którym mowa w dokumencie wizytacji biskupiej z Wrocławia z roku 1687, został zdemontowany w 1804 roku i wraz z wyposażeniem sprzedany za 100 Talarów do Naroka. Tu stał do 1904 roku kiedy to od uderzenia pioruna spłonął doszczętnie. Wybudowany w 1804 roku kościół murowany pw. św. Jadwigi został rozebrany w roku 1936 a na jego miejscu zbudowano obecną świątynię. Z poprzedniej świątyni pozostała tylko wieża której ówcześni konserwatorzy zabytków nie pozwolili rozebrać: została ona wzmocniona i podwyższona o około 10 m.

## Rzemiosło dawniej
- „koszykarze’’ – gwarowo zwani „kosykourze", „ploutkorze". Chróścice były jednym z czterech ośrodków zajmujących się produkcją wyrobów z wikliny rosnącej nad Odrą. Wspomagali ich mieszkańcy Popielowa, Kup oraz Dobrzenia Wielkiego.

Koszyki i inne wyroby z wikliny wykonywały kobiety , dzieci oraz starkowie i ci, którzy nie nadawali się do pracy fizycznej. 
Początkowo był to zawód, który nie przynosił wielu korzyści materialnych, produkcja na szeroką skalę rozwinęła się dopiero po roku 1945. Koszykarze sprzedawali swoje wyroby na wielkim targu w Opolu, większych targach krajowych oraz w Niemczech.
- "miotlarze" – gwarowo zwani "miotlourze" - robieniem mioteł trudnili się mężczyźni i kobiety w okresie zimowym. Miotlarze zaopatrywali się w gałązki brzozowe z pobliskich lasów i pól - przycięta i posortowana według długości brzezina była związywana wiklina nabytą u koszykarzy.

- "laćkorze" (nazwa gwarowa) – stanowili grupę niewykwalifikowanych rękodzielników wyrabiających pantofle bez pięt czyli "laćki".

-kołodzieje – kołodzieje wyrabiały koła do wozów drewnianych , a także dyszle, wagi, orczyki, styliska do łopat itp. 
Materiałem, którym się posługiwali były twarde drzewa liściaste – dąb, buk, jesion, akacja. 
Narzędzia które używały kołodzieje to: strugi, wiertła, dłuta, tokarki oraz piły. 
- "bednarze" – gwarowo zwani "bednourze" - produkowały naczynia drewniane z drzewa sosnowego, świerkowego i dębowego. Wyroby były wykonywane ręcznie za pomocą piły, strugi, ośniki, wiertła, świdry oraz wątornika.

- "kowale" - gwarowo zwani "kowoule" - rzemiosło uprawiano dziedzicznie. Kowale zajmowały się produkcją i naprawą narzędzi rolniczych. W obecnych czasach to rzemiosło zanikło zupełnie w Chróścicach.

- "pszczelarze" – gwarowo zwani "pszczelourze" - do końca XIX wieku bartnicy prowadzili pszczoły w kłodach stojących, z których wycinali plastry z miodem. Później zaczęto stosować też „loudki’’czyli skrzynki z zakładanymi listewkami. Pszczelarstwo na ulach ramkowych zaczęło się po roku 1902.

Najsłynniejszym pszczelarzem okolicy jest były kapelan parafii Siołkowickiej, a późniejszy proboszcz Karłowicki Jan Dzierżon. 
- "młynarze" – gwarowo zwani "młynourze" - zawód ten należał do najstarszych w wiosce - istniał w Chróścicach od XIII wieku do XX wieku.

## Ludzie urodzeni w Chróścicach
Z Chróścic pochodzą m.in.:
- ksiądz Szymon Sobiech - (1749-1832), moralista, kanonista, długoletni rektor wrocławskiego alumnatu. Z nominacji księcia bpa Józefa Christiana von Hohenlohe został radcą wikariatu generalnego (1796) i członkiem najwyższej rady konsystorialnej. Z okazji 50- lecia kapłaństwa, 7 XI 1822 otrzymał tytuł doktora honoris causa Uniwersytetu Wrocławskiego. Po śmierci pochowano go w katedrze Wrocławskiej w grobowcu kanoników.
- ojciec Benno (Augustyn) Sonsalla -OFM- urodził się 26.08.1888 r. w Chróścicach, jego obłóczyny zakonne odbyły się 08.04.1907 r., a święcenia kapłańskie 18.06.1919 r. Pod koniec II wojny światowej został gwardianem klasztoru w Nysie. Był bardzo pracowity, sumienny oraz przez wszystkich lubiany. Kiedy miasto w czasie działań wojennych było pod ostrzałem artylerii radzieckiej i musiało być całkowicie ewakuowane - o. Benon, jako gwardian klasztoru czuł się zobowiązany pozostać - został zastrzelony przez radzieckiego żołnierza.
- siostra Balda - Anna Gonschior (Gonsior), urodzona w Chróścicach 17.07.1910 r. wstąpiła do Zgromadzenia Sióstr Szkolnych de Notre Dame w 1932 r. w Nysie - tam zakonnice prowadziły szkołę prac ręcznych dla 80 uczennic i świetlicę dla 80 dzieci. Dnia 24.03.1945, po wejściu Armii Czerwonej do Nysy - jeden z żołnierzy podszedł do niej usiłując ją uprowadzić. Siostra rozpłakała się i zaczęła się opierać, wtedy padł śmiertelny strzał.
- ojciec Bertrand Zimolong, ur. 26.11.1888 r., franciszkanin, biblista, represjonowany w czasie II Wojny Światowej przez gestapo. Po przejściu frontu przyjechał do Chróścic, rodzinnej miejscowości, by obchodzić rocznicę swoich święceń kapłańskich. Widząc jak żołnierz radziecki napastuje jego bratową, stanął w jej obronie. Żołnierz go wówczas przebił bagnetem. Wskutek zadanych ran zmarł o. Zimolong po kilku dniach 18 czerwca 1945 r., został pochowany na cmentarzu parafialnym w Chróścicach.
- ksiądz Augustyn Urban - (1911-1989), polski pallotyn, krzewiciel Szensztackiego Ruchu Apostolskiego w Polsce, którego był dyrektorem do 1980 roku. Uważany jest za współinspiratora rozwoju Dzieła Szensztackiego w Polsce, obejmującego: Siostry Maryi, Panny Szensztackie, Ojców Szensztackich, Księży Diecezjalnych "Bracia Maryi", Dzieło Rodzin, Związek i Ligę Szensztacką.

Ks. Urban jest też autorem ponad 60 pozycji książkowych, w tym biografii wielu polskich pallotynów.

## Edukacja
W Chróścicach funkcjonuje publiczne przedszkole, ochronka prowadzona przez siostry zakonne i Zespół Szkół. W skład Zespołu Szkół wchodzą: Publiczna Szkoła Podstawowa funkcjonująca w dwóch budynkach (im. Marii Konopnickiej) i Publiczne Gimnazjum. Szkoła mieści się przy ulicy Powstańców śląskich 1, filia (szkoły podstawowej) mieści się przy ul. Szkolna 11. Szkoła posiada bogatą infrastrukturę sportową i naukową. Często organizuje zawody na różnych stopniach. Odnosi dużo sukcesów sportowych w różnych dyscyplinach i na różnym szczeblu.

## Sport
Chróścice mają swój własny klub sportowy – LZS Victoria Chróścice. Klub sięga swą historią do roku 1918 a po 1945 jest czwartym zarejestrowanym w Polsce klubem Zrzeszenia LZS. W 1953 roku Victoria zdobyła puchar polski LZS. W klubie jest 5 sekcji: piłka nożna, tenis stołowy, siatkówka dziewcząt, szachy i skat sportowy. Pierwsza drużyna piłkarska obecnie gra w III lidze śląsko-opolskiej. Druga drużyna seniorów gra w klasie A, w rozgrywkach biorą też udział drużyna juniorów i trampkarzy. Od wielu już lat, na każdym meczu towarzyszą im wierni kibice w różnym wieku i płci. Mamy także bardzo zdolne siatkarki. Znane na całej Opolszczyźnie. Od kilku lat coraz to lepsze wyniki mają tenisiści stołowi. Aktualnie Klub ma dwie bardzo młode drużyny kobiece w II lidze tenisa stołowego, drużynę seniorów w IV lidze i dwie drużyny juniorów w I lidze juniorów. Sylwia Szlapa i Aleksandra Nowak notowane są w rankingach ogólnopolskich na bardzo wysokich miejscach.

## Infrastruktura
We wsi znajdują się stacja kolejowa, przystanki PKS, gminna biblioteka, klub sportowy, OSP oraz ośrodek zdrowia. Wieś ma wodociąg i jest skanalizowana. Posiada także sieć gazową. Asfaltowych dróg jest we wsi około 35 kilometrów, przy głównych drogach w ostatnich latach wybudowano nowe chodniki ze ścieżkami rowerowymi. Wieś obejmuje wraz z przysiółkami duży obszar: od śluzy na Odrze najdalej na południe wysuniętego punktu Chróścic, do punktu najdalej wysuniętego na północ do tzw. Chróścickiego młyna jest ponad 7 km a od wjazdu od strony wschodniej (od Dobrzenia Wielkiego) do wyjazdu na Siołkowice w okolicy żwirowni jest prawie 4,5 kilometra.

## Warto zobaczyć
W Chróścicach można zobaczyć młyn i jezioro obok. Stary chróścicki wiatrak znajduje się w Muzeum Wsi Opolskiej w Opolu. Północny kraniec wsi graniczy z kompleksem leśnym będącym częścią kompleksu leśnego Stobrawskiego Parku Krajobrazowego. Południowy kraniec wsi sięga do nurtu Odry przy której funkcjonuje zabytkowa, wielokrotnie modernizowana śluza z 1887 roku z jazem iglicowym.